# Norbert Michelisz
Norbert Michelisz (Himesháza, Baranya, 8 de agosto de 1984) es un piloto de automovilismo húngaro. Es tres veces campeón mundial de turismos, habiendo ganado la Copa Mundial de Turismos 2019 y el TCR World Tour 2023 y 2024. Anteriormente, compitió de 2008 a 2017 en WTCC.

## Carrera deportiva

### Comienzos
Michelisz fue el campeón en 2006 de la Suzuki Swift Cup de Hungría, y en 2007 ganó la Copa Renault Clio de su país.
En 2008 compitió en la SEAT León Cup de Hungría, donde acabó en la 2ª posición. Ese mismo año disputó la Eurocopa SEAT León, ganando una carrera en Monza, y terminando 14º en general. El triunfo en la SEAT León Eurocup le otorgó una carrera sobre un coche de ese modelo en el Campeonato Mundial de Turismos de la FIA, compitiendo en las dos carreras en Okayama para el equipo SUNRED. Se retiró en la primera carrera y terminó 16° en la segunda.
En 2009, en la Eurocopa SEAT León, fue el mejor corredor en la ronda en el Circuito de Boavista, Portugal, ganando otra vez participación en el WTCC, en Brands Hatch. En septiembre de es año, obtuvo el título de la categoría europea. Esto le valió una unidad de SEAT para disputar el WTCC del año siguiente. Ese mismo año disputó la SEAT León Supercopa de España, terminando tercero.

### Campeonato Mundial de Turismos

#### SEAT
En 2010 disputó su primera temporada completa del Campeonato Mundial, para el equipo húngaro Zengő Motorsport. Obtuvo su primer podio en Okayama después de la descalificación de Andy Priaulx y Augusto Farfus. En la última carrera de la temporada obtuvo su primera victoria, en Macao. Terminó 9° en el campeonato con 104 puntos.

#### BMW

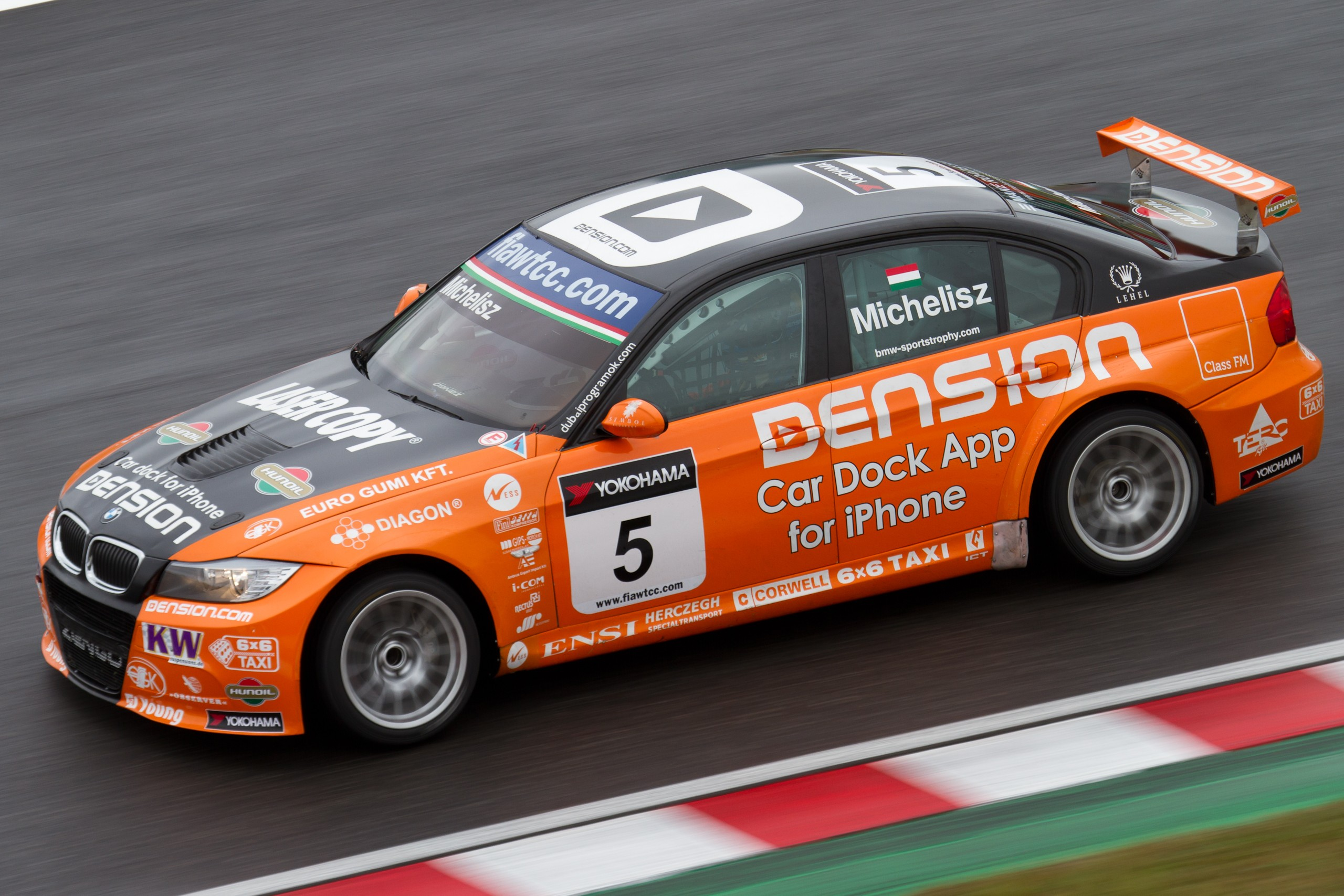
Michelisz compitiendo en el campeonato de WTCC de 2011.

En 2011 se cambió a un BMW 320 TC siguiendo en el equipo húngaro. Él anotó su único podio en la temporada en el circuito de Hungaroring.. En la general fue 9°, al igual que el año anterior, pero con solo 88 puntos.
En 2012 ganó su primera carrera sobre BMW, en la segunda carrera que se disputó en su país.

#### Honda
Para disputar su cuarta temporada completa en la categoría, cambió la marca alemana por la japonesa Honda, aunque continuando en el Zengő Motorsport
Para las temporadas 2016 y 2017, Michelisz se convirtió en piloto oficial de Honda, conduciendo un Civic WTCC del Honda Racing Team JAS.

### Copa Mundial de Turismos

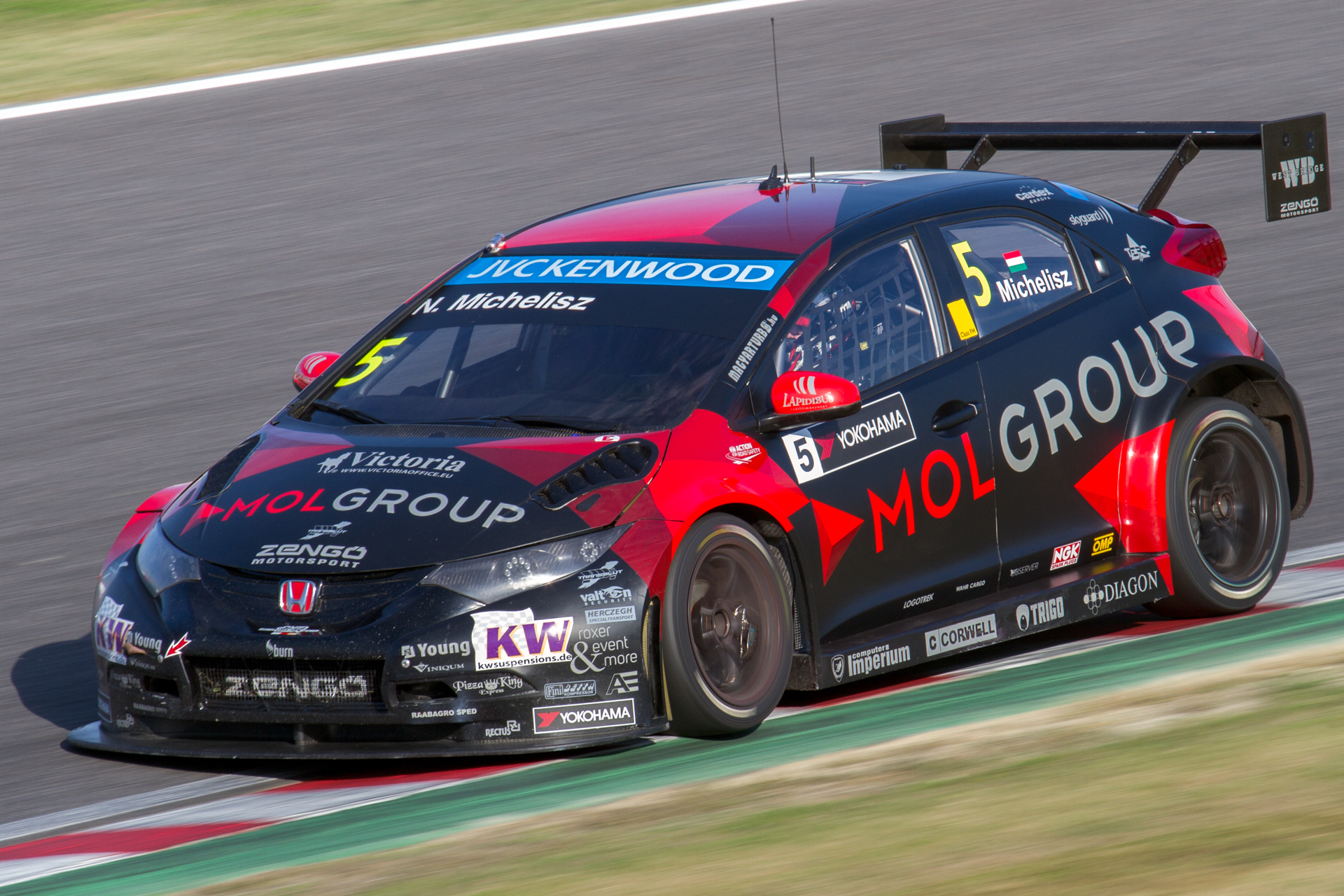
Michelisz en la temporada 2014 del Campeonato Mundial de Turismos, sobre un Honda del Zengő Motorsport.

En 2018, con el nuevo reglamento del campeonato mundial, el húngaro pasó al equipo BRC Racing Team para conducir un Hyundai i30 N TCR. Fue cuarto en esa temporada con una victoria, mientras que su compañero de equipo, Gabriele Tarquini, fue el ganador. Para la temporada siguiente, BRC repitió dupla. Michelisz no consiguió victorias en la primera parte del año, pero a partir de la quinta ronda ganó en cinco oportunidades. Tomó la punta del campeonato en las últimas rondas y finalmente venció al segundo, Esteban Guerrieri, por 23 puntos.

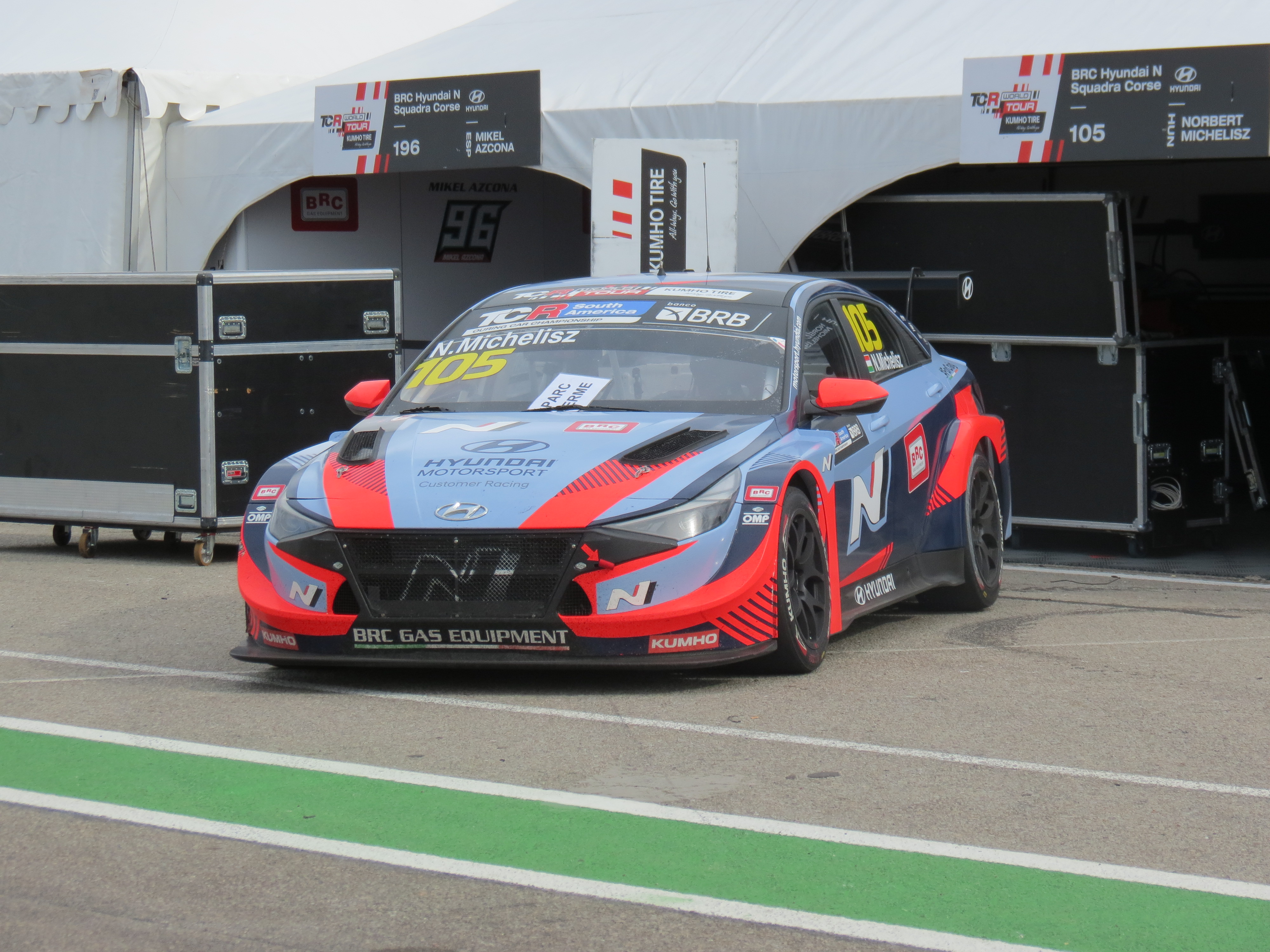
Hyundai Elantra N TCR de Michelisz, de 2023.

Michelisz se mantuvo junto a BRC en las siguientes temporadas, aunque con resultados más discretos. Entre 2020 y 2022, obtuvo dos victorias, ambas con el nuevo Hyundai Elantra N TCR.

### TCR World Tour
Junto al nuevo formato del campeonato, transformado a TCR World Tour, Michelisz volvió a la vanguardia del campeonato. Obtuvo el título de 2023 con cuatro victorias acumuladas y una ventaja de 10 puntos sobre el segundo, Yann Ehrlacher. Al año siguiente, defendió el título, esta vez con dos victorias y 11 puntos de margen sobre Thed Björk.

## M1RA
Norbert Michelisz y el ingeniero David Bári fundaron y dirigen el equipo M1RA. Este se estrenó en 2017 en la TCR International Series con la marca Honda. Ganó el campeonato de equipos y uno de sus pilotos, Attila Tassi, fue subcampeón.
Al año siguiente pasó a la TCR Europe Touring Car Series con Hyundai, siendo cuarto en el clasificador de equipos, mientras que Dániel Nagy fue su piloto mejor clasificado en el de pilotos: quinto. Ese año también hizo su debut en WTCR como equipo invitado en la ronda de Hungría, logrando un podio. En 2019 repitió la cuarta posición de equipos en TCR Europe, con su principal piloto Luca Engstler siendo noveno.

## Resultados

### Campeonato Mundial de Turismos
(Clave) (negrita indica pole position) (cursiva indica vuelta rápida)

| Año     | Equipo                    | Automóvil          | 1        | 2         | 3         | 4         | 5         | 6         | 7         | 8         | 9        | 10        | 11        | 12      | 13        | 14        | 15        | 16        | 17       | 18       | 19       | 20        | 21        | 22        | 23       | 24        | Pos. | Puntos |
| ------- | ------------------------- | ------------------ | -------- | --------- | --------- | --------- | --------- | --------- | --------- | --------- | -------- | --------- | --------- | ------- | --------- | --------- | --------- | --------- | -------- | -------- | -------- | --------- | --------- | --------- | -------- | --------- | ---- | ------ |
| 2008    | SUNRED Racing Development | SEAT León TFSI     | BRA 1    | BRA 2     | MEX 1     | MEX 2     | ESP 1     | ESP 2     | FRA 1     | FRA 2     | CZE 1    | CZE 2     | POR 1     | POR 2   | GBR 1     | GBR 2     | GER 1     | GER 2     | EUR 1    | EUR 2    | ITA 1    | ITA 2     | JPN 1 Ret | JPN 2 16  | MAC 1    | MAC 2     | NC   | 0      |
| 2009    | SUNRED Engineering        | SEAT León 2.0 TFSI | BRA 1    | BRA 2     | MEX 1     | MEX 2     | MAR 1     | MAR 2     | FRA 1     | FRA 2     | ESP 1    | ESP 2     | CZE 1     | CZE 2   | POR 1     | POR 2     | GBR 1 Ret | GBR 2 NC  | GER 1    | GER 2    | ITA 1    | ITA 2     | JPN 1     | JPN 2     | MAC 1    | MAC 2     | NC   | 0      |
| 2010    | Zengő-Dension Team        | SEAT León TDI      | BRA 1 10 | BRA 2 9   | MAR 1 7   | MAR 2 10  | ITA 1 19  | ITA 2 8   | BEL 1 6   | BEL 2 7   | POR 1 7  | POR 2 Ret | GBR 1 9   | GBR 2 7 | CZE 1 Ret | CZE 2 14  | GER 1 8   | GER 2 11  | ESP 1 11 | ESP 2 12 | JPN 1 3  | JPN 2 7   | MAC 1 5   | MAC 2 1   |          |           | 9.°  | 104    |
| 2011    | Zengő-Dension Team        | BMW 320 TC         | BRA 1    | BRA 2     | BEL 1 7   | BEL 2 8   | ITA 1 4   | ITA 2 7   | HUN 1 2   | HUN 2 15  | CZE 1 8  | CZE 2 15  | POR 1 8   | POR 2 4 | GBR 1 NC  | GBR 2 12  | GER 1 15  | GER 2 Ret | ESP 1 7  | ESP 2 6  | JPN 1 15 | JPN 2 9   | CHN 1 11  | CHN 2 Ret | MAC 1 8  | MAC 2 9   | 9.°  | 88     |
| 2012    | Zengő Motorsport          | BMW 320 TC         | ITA 1 9  | ITA 2 8   | ESP 1 7   | ESP 2 4   | MAR 1 9   | MAR 2 Ret | SVK 1 6   | SVK 2 6   | HUN 1 7  | HUN 2 1   | AUT 1 9   | AUT 2 5 | POR 1 4   | POR 2 10  | BRA 1 9   | BRA 2 5   | USA 1 3  | USA 2    | JPN 1 13 | JPN 2 Ret | CHN 1 15  | CHN 2 24  | MAC 1 NC | MAC 2 21† | 6.°  | 155    |
| 2013    | Zengő Motorsport          | Honda Civic WTCC   | ITA 1 8  | ITA 2 22  | MAR 1 Ret | MAR 2 15† | SVK 1 3   | SVK 2 21  | HUN 1 2   | HUN 2 8   | AUT 1 14 | AUT 2 3   | RUS 1 3   | RUS 2 5 | POR 1 Ret | POR 2 DNS | ARG 1 7   | ARG 2 5   | USA 1 20 | USA 2 3  | JPN 1    | JPN 2 Ret | CHN 1 10  | CHN 2 3   | MAC 1 4  | MAC 2 Ret | 6.°  | 185    |
| 2014    | Zengő Motorsport          | Honda Civic WTCC   | MAR 1 9  | MAR 2 DNS | FRA 1 7   | FRA 2 8   | HUN 1 6   | HUN 2 10  | SVK 1 3   | SVK 2 C   | AUT 1 9  | AUT 2 4   | RUS 1 9   | RUS 2 7 | BEL 1 7   | BEL 2 7   | ARG 1 2   | ARG 2 7   | BEI 1 6  | BEI 2 5  | CHN 1 5  | CHN 2 4   | JPN 1 4   | JPN 2 3   | MAC 1 2  | MAC 2 4   | 4.°  | 201    |
| 2015    | Zengő Motorsport          | Honda Civic WTCC   | ARG 1 6  | ARG 2 7   | MAR 1 8   | MAR 2 11  | HUN 1 8   | HUN 2 1   | GER 1 4   | GER 2 Ret | RUS 1 7  | RUS 2 3   | SVK 1 Ret | SVK 2 8 | FRA 1 6   | FRA 2     | POR 1 3   | POR 2 4   | JPN 1 2  | JPN 2 14 | CHN 1 6  | CHN 2 11  | THA 1 Ret | THA 2 12  | QAT 1 7  | QAT 2 3   | 6.°  | 193    |
| 2016    | Honda Racing Team JAS     | Honda Civic WTCC   | FRA 1 3  | FRA 2 3   | SVK 1 6   | SVK 2 4   | HUN 1 DNS | HUN 2 10  | MAR 1 DSQ | MAR 2 DSQ | GER 1 3  | GER 2     | RUS 1 10  | RUS 2 3 | POR 1 8   | POR 2 3   | ARG 1 6   | ARG 2 8   | JAP 1    | JAP 2 8  | CHN 1 2  | CHN 2 11  | THA 1 C   | THA 2 C   | CAT 1 5  | CAT 2 4   | 4.°  | 213    |
| 2017    | Honda Racing Team JAS     | Honda Civic WTCC   | MAR 1 5  | MAR 2     | ITA 1 NC  | ITA 2 6   | HUN 1 Ret | HUN 2 4   | GER 1 7   | GER 2     | POR 1 7  | POR 2 1   | ARG 1 14  | ARG 2 1 | CHN 1 4   | CHN 2 2‡  | JPN 1 7   | JPN 2 1   | MAC 1 5  | MAC 2    | QAT 1 9  | QAT 2 8   |           |           |          |           | 2.°  | 255    |
| Fuente: |                           |                    |          |           |           |           |           |           |           |           |          |           |           |         |           |           |           |           |          |          |          |           |           |           |          |           |      |        |

### TCR International Series
(Clave) (negrita indica pole position) (cursiva indica vuelta rápida)

| Año     | Equipo | Auto                         | 1   | 2   | 3   | 4   | 5   | 6   | 7   | 8   | 9   | 10  | 11  | 12  | 13  | 14  | 15  | 16  | 17  | 18  | 19  | 20  | Pos. | Pts. |
| ------- | ------ | ---------------------------- | --- | --- | --- | --- | --- | --- | --- | --- | --- | --- | --- | --- | --- | --- | --- | --- | --- | --- | --- | --- | ---- | ---- |
| 2017    |        |                              | GEO | GEO | BHR | BHR | BEL | BEL | ITA | ITA | AUT | AUT | HUN | HUN | ALE | ALE | THA | THA | CHN | CHN | EAU | EAU | 14.º | 59   |
| 2017    | M1RA   | Honda Civic Type-R TCR (FK2) |     |     |     |     |     |     |     |     |     |     | 2   | 6   |     |     | 1   | 22† |     |     |     |     | 14.º | 59   |
| Fuente: |        |                              |     |     |     |     |     |     |     |     |     |     |     |     |     |     |     |     |     |     |     |     |      |      |

- † El piloto no acabó la carrera, pero se clasificó al completar el porcentaje necesario de la distancia total.

### Copa Mundial de Turismos
(Clave) (negrita indica pole position) (cursiva indica vuelta rápida)
| Año     | Equipo                             | Auto                         | 1   | 2   | 3   | 4   | 5   | 6   | 7   | 8   | 9   | 10  | 11  | 12  | 13  | 14  | 15  | 16  | 17  | 18  | 19  | 20  | 21  | 22  | 23  | 24  | 25  | 26  | 27  | 28  | 29  | 30  | Pos. | Pts. |
| ------- | ---------------------------------- | ---------------------------- | --- | --- | --- | --- | --- | --- | --- | --- | --- | --- | --- | --- | --- | --- | --- | --- | --- | --- | --- | --- | --- | --- | --- | --- | --- | --- | --- | --- | --- | --- | ---- | ---- |
| 2018    |                                    |                              | MAR | MAR | MAR | HUN | HUN | HUN | ALE | ALE | ALE | NED | NED | NED | POR | POR | POR | SVK | SVK | SVK | CHN | CHN | CHN | CHW | CHW | CHW | JAP | JAP | JAP | MAC | MAC | MAC | 4°   | 246  |
| 2018    | BRC Racing Team                    | Hyundai i30 N TCR            | Ret | 7   | 5   | 3   | 6   | 2   | 4   | 5   | Ret | Ret | 23  | 22  | Ret | 5   | 3   | 23† | 6   | 1   | Ret | 11  | 5   | Ret | 14  | 14  | 11  | 3   | 9   | 5   | Ret | 3   | 4°   | 246  |
| 2019    |                                    |                              | MAR | MAR | MAR | HUN | HUN | HUN | SVK | SVK | SVK | NED | NED | NED | ALE | ALE | ALE | POR | POR | POR | CHN | CHN | CHN | JAP | JAP | JAP | MAC | MAC | MAC | MYS | MYS | MYS | 1°   | 372  |
| 2019    | BRC Hyundai N Squadra Corse        | Hyundai i30 N TCR            | 11  | 12  | 8   | 10  | Ret | 2   | 3   | 6   | 2   | Ret | 7   | 3   | 1   | 7   | Ret | 1   | Ret | 10  | 4   | 1   | Ret | 13  | 1   | 8   | 2   | 10  | 12  | 1   | 8   | 4   | 1°   | 372  |
| 2020    |                                    |                              | BEL | BEL | ALE | ALE | SVK | SVK | SVK | HUN | HUN | HUN | ESP | ESP | ESP | ARA | ARA | ARA |     |     |     |     |     |     |     |     |     |     |     |     |     |     | 13°  | 93   |
| 2020    | BRC Hyundai N LUKOIL Squadra Corse | Hyundai i30 N TCR            | 11  | 8   | WD  | WD  | 10  | 6   | 10  | 21  | 5   | 10  | 6   | 15  | 16  | 16  | 5   | 7   |     |     |     |     |     |     |     |     |     |     |     |     |     |     | 13°  | 93   |
| 2021    |                                    |                              | ALE | ALE | POR | POR | ESP | ESP | HUN | HUN | CZE | CZE | FRA | FRA | ITA | ITA | RUS | RUS |     |     |     |     |     |     |     |     |     |     |     |     |     |     | 8°   | 146  |
| 2021    | BRC Hyundai N LUKOIL Squadra Corse | Hyundai Elantra N TCR (2021) | 5   | Ret | Ret | 3   | 7   | Ret | 6   | 14  | 15  | 1   | 7   | 6   | 4   | 7   | 12  | 8   |     |     |     |     |     |     |     |     |     |     |     |     |     |     | 8°   | 146  |
| 2022    |                                    |                              | FRA | FRA | ALE | ALE | HUN | HUN | ESP | ESP | POR | POR | ITA | ITA | ALS | ALS | BAR | BAR | ARA | ARA |     |     |     |     |     |     |     |     |     |     |     |     | 4.º  | 222  |
| 2022    | BRC Hyundai N Squadra Corse        | Hyundai Elantra N TCR (2021) | 9   | Ret | C   | C   | 12  | 4   | 6   | Ret | 4   | 5   | 4   | 4   | 4   | 4   | 2   | 1   | 2   | 4   |     |     |     |     |     |     |     |     |     |     |     |     | 4.º  | 222  |
| Fuente: |                                    |                              |     |     |     |     |     |     |     |     |     |     |     |     |     |     |     |     |     |     |     |     |     |     |     |     |     |     |     |     |     |     |      |      |

### TCR Europe Touring Car Series
(Clave) (negrita indica pole position) (cursiva indica vuelta rápida)

| Año  | Equipo | Auto              | 1   | 2   | 3   | 4   | 5   | 6   | 7   | 8   | 9   | 10  | 11  | 12  | 13  | 14  | Pos. | Pts. |
| ---- | ------ | ----------------- | --- | --- | --- | --- | --- | --- | --- | --- | --- | --- | --- | --- | --- | --- | ---- | ---- |
| 2018 |        |                   | LEC | LEC | ZAN | ZAN | SPA | SPA | HUN | HUN | ASS | ASS | MON | MON | BAR | BAR | 16°  | 28   |
| 2018 | M1RA   | Hyundai i30 N TCR |     |     |     |     |     |     |     |     |     |     |     |     | 3   | 4   | 16°  | 28   |

### TCR World Tour
(Clave) (negrita indica pole position) (cursiva indica vuelta rápida)

| Año  | Equipo                      | Auto                         | 1   | 2   | 3   | 4   | 5   | 6   | 7   | 8   | 9   | 10  | 11  | 12  | 13  | 14  | 15  | 16  | 17  | 18  | 19  | 20  | Pos. | Pts. |
| ---- | --------------------------- | ---------------------------- | --- | --- | --- | --- | --- | --- | --- | --- | --- | --- | --- | --- | --- | --- | --- | --- | --- | --- | --- | --- | ---- | ---- |
| 2023 |                             |                              | POR | POR | SPA | SPA | VAL | VAL | HUN | HUN | EPI | EPI | LAP | LAP | SID | SID | SID | BAT | BAT | BAT | MAC | MAC | 1°   | 440  |
| 2023 | BRC Hyundai N Squadra Corse | Hyundai Elantra N TCR (2021) | 1   | 8   | 8   | 2   | 1   | 4   | 6   | 19  | 6   | 7   | 2   | 4   | 8   | 4   | 2   | 10  | 1   | 5   | 1   | 8   | 1°   | 440  |
| 2024 |                             |                              | VAL | VAL | MAR | MAR | MID | MID | INT | INT | EPI | EPI | ZHU | ZHU | MAC | MAC |     |     |     |     |     |     | °    |      |
| 2024 | BRC Hyundai N Squadra Corse | Hyundai Elantra N TCR (2024) | 1   | 6   | 3   | 11  | 2   | 5   | 6   | 1   |     |     |     |     |     |     |     |     |     |     |     |     | °    |      |